# 拉多姆列足球俱乐部
拉多姆列足球俱乐部，是斯洛文尼亚多姆扎萊市鎮内拉多姆列镇的一家足球俱乐部，参加该国顶级足球联赛斯洛文尼亞足球甲級聯賽的赛事。该俱乐部成立于1972年。